# 演劇ユニットG.com
演劇ユニットG.comは、関東を中心にSukoshi Fujori（少し不条理）なSF演劇舞台作品を上演する東京の中小劇場・演劇集団。主宰は劇作、演出を手がける三浦剛（みうらごう）。劇団形式をとらず、公演毎に外部の俳優、スタッフを集めて上演するプロデュースユニット形式を取る。

## 作品リスト
- 隣の殺人者（1997年）
- 覚友情（1998年）
- ハッピーエンド・カフェ（1999年）
- 孤独の星（2001年）ポーランドのSF作家：スタニスワフ・レムの小説「ソラリスの陽のもとに」を原作者レムの許可を得て舞台化した日本唯一の公式舞台版ソラリス
- 闘争か、逃走か。（2010年1月）世田谷シアタートラムが主催するネクスト・ジェネレーションvol.2受賞
- 完全な真空×BLACK BOX（2010年3月）
- 実験都市（2011年7月）
- 孤独の惑星（2012ver）（2012年7月）
- 東京０番地（2013年4月）
- 聯綿～れんめん～（2013年7月）

※他に実父　三浦実夫（劇作家）の作品「金の卵シリーズ」3部作など

## 公式ホームページ
演劇ユニットG.com